# Liste von Konzentrationslagern im Unabhängigen Staat Kroatien

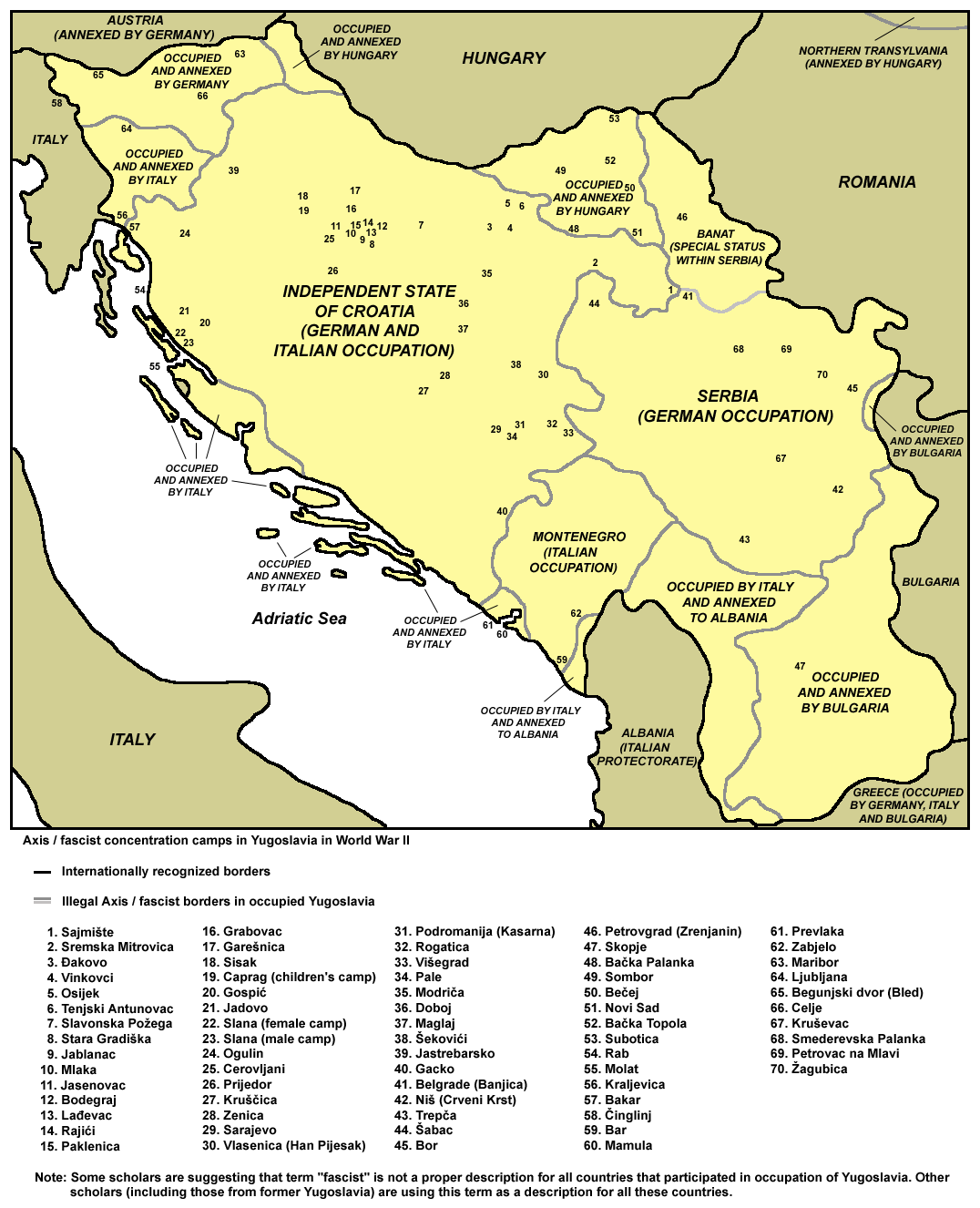
Faschistische Konzentrationslager in Jugoslawien während des Zweiten Weltkriegs – englische Sprachversion

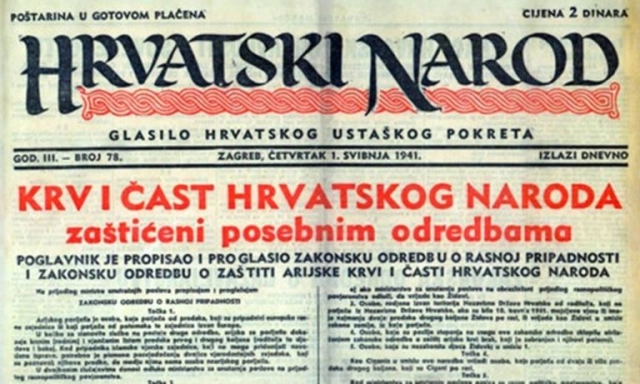
Die Zeitung Hrvatski Narod (Kroatisches Volk) der Ustascha verkündet die Rassengesetze des Unabhängigen Staates Kroatien (NDH) und stellt fest, dass der Anführer, Ante Pavelić, gesetzliche Bestimmungen zur Rassenzugehörigkeit und zum Schutz des arischen Blutes und der Ehre des kroatischen Volkes unterzeichnet hat.

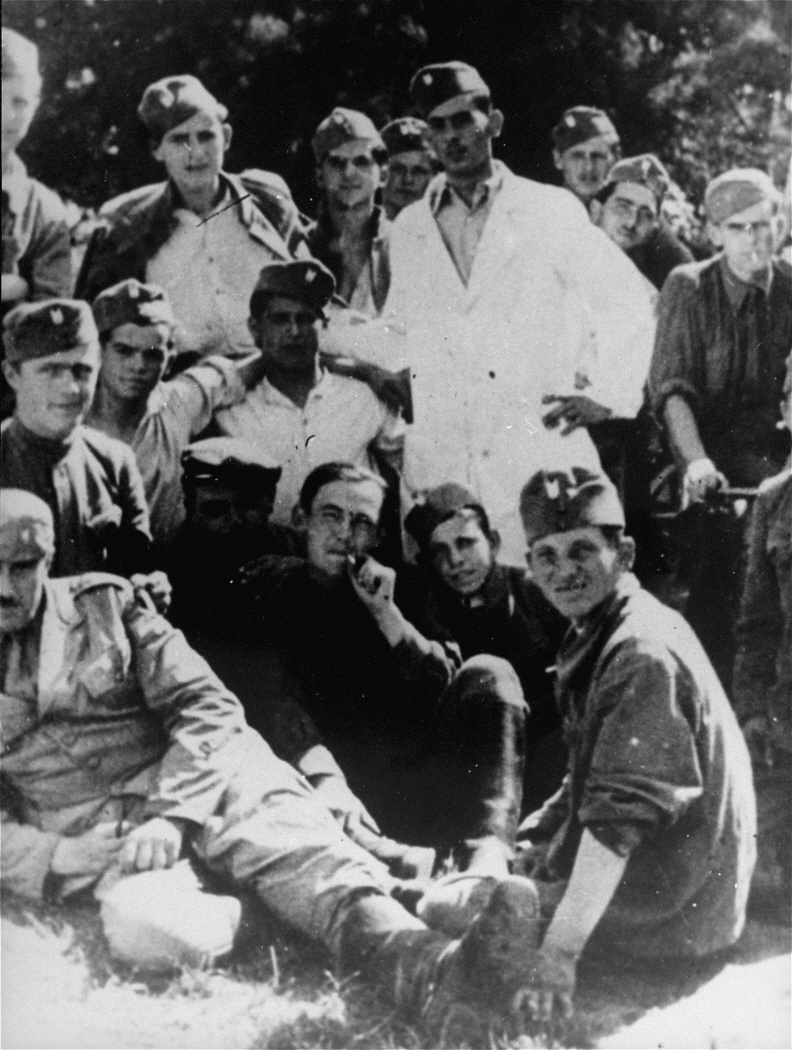
Angehörige der Ustaške obrane (Ustascha-Verteidigung) im Lager Jasenovac

Dies ist eine Liste von Konzentrationslagern im Unabhängigen Staat Kroatien. Das größte kroatische Konzentrationslager befand sich in Jasenovac
.
Während des Zweiten Weltkriegs gab es im Unabhängigen Staat Kroatien zahlreiche Konzentrationslager. Die meisten von ihnen wurden von den kroatischen Ustascha-Behörden betrieben, einige aber auch von Nazi-Deutschland und dem faschistischen Italien.
Das erste Konzentrationslager im damaligen faschistischen Land war das KZ Danica.

## Kurzeinführung
Die Ustascha-Konzentrationslager wurden vom Unabhängigen Staat Kroatien von 1941 bis 1945 während des Zweiten Weltkriegs errichtet und betrieben, um die nichtkroatische Bevölkerung des Territoriums, hauptsächlich orthodoxe christliche Serben, aber auch Juden und Roma, zu konzentrieren und auszurotten. Die Zahl der Toten in diesen zehn Lagern liegt in der Größenordnung von mehreren hunderttausend Menschen. Über die Deportation entschied allein die Ustascha, die laut Rundschreiben jeden willkürlich festnehmen und für drei Monate bis drei Jahre in ein Lager stecken konnte. Die Bewachung der Lager wurde einer Spezialeinheit anvertraut, der Ustaška obrana (Ustascha-Verteidigung). Der Leiter aller Lager war Vjekoslav Luburić (1914–1969).
Die folgende Übersicht erhebt keinen Anspruch auf Aktualität oder Vollständigkeit.

## Liste
- KZ Danica
- KZ Đakovo
- KZ Gornja Rijeka
- KZ Gospić
- KZ Hrvatska Dubica
- KZ Jablanac
- KZ Jadovno
- KZ Jasenovac
- KZ Jastrebarsko
- KZ Kerestinec
- KZ Krapje
- KZ Kruščica
- KZ Lepoglava
- KZ Loborgrad
- KZ Metajna
- KZ Mlaka
- KZ Sajmište
- KZ Sisak
- KZ Slana
- KZ Stara Gradiška
- Ghetto Tenje
- KZ Uštica